# 味方 (新潟市)
- 日本 > 新潟県 > 新潟市 > 南区 (新潟市) > 味方 (新潟市)
- 日本 > 新潟県 > 新潟市 > 西蒲区 > 味方 (新潟市)

味方（あじかた）は、新潟県新潟市南区と西蒲区の大字。郵便番号は950-1261。

## 概要
戦国期から現在までの地名。1889年（明治22年）まであった味方村の区域。古くは味潟と書いた。地名の由来はこの地の住民である笹川越平が、佐渡に流されていた加茂次郎義綱を将とする黒鳥兵衛討伐に味方したことによるとの伝承がある。
国の重要文化財に指定されている旧笹川家住宅が中ノ口川左岸に位置する。

### 隣接している町字
北から東回り順に、以下の町字と隣接する。
- 吉江
- 西白根
- 西蒲区井随
- 西蒲区五之上
- 西区板井
- 山王

※中ノ口川を挟んで保坂、小坂、神屋、十五間、鯵潟、白根四ツ郷屋と隣接。

## 歴史

### 編入した村・新田
1889年（明治22年）以前に、以下の村・新田を編入。
味方新田（あじかたしんでん）
江戸時代から1885年（明治18年）まであった新田名。信濃川支流中ノ口川左岸に位置する。
一帯はもとは遊水地として水害防止のため開発を禁じられ、御封印野と呼ばれていた。宝暦年間以降に村請による新田開発が進み、成立した。1885年（明治18年）に味方村の一部となる。

### 年表
- 1885年（明治18年）2月27日 : 合併により味方村の大字となる[5]。
- 1901年（明治34年）11月1日 : 合併により味方村の大字となる[5]。
- 2005年（平成17年）3月21日 : 合併により新潟市の大字となる。
- 2007年（平成19年）4月1日 : 新潟市の政令指定都市移行により、南区及び西蒲区（旧潟東村への飛地）の大字となる。

## 世帯数と人口
2018年（平成30年）1月31日現在の世帯数と人口は以下の通りである。
| 区     | 大字 | 世帯数  | 人口    |
| ------ | ---- | ------- | ------- |
| 南区   | 味方 | 575世帯 | 1,746人 |
| 西蒲区 | 味方 | 0世帯   | 0人     |

## 小・中学校の学区
市立小・中学校に通う場合、学区は以下の通りとなる。
| 番地 | 小学校             | 中学校             |
| ---- | ------------------ | ------------------ |
| 全域 | 新潟市立味方小学校 | 新潟市立味方中学校 |

## 主な企業・施設
- 新潟市南区役所 味方出張所

## 交通

### 鉄道
新潟交通電車線（廃止）
- 味方中学前駅 - 味方駅

### 道路
県道
- 新潟県道325号黒埼新飯田線

### バス
新潟交通路線バス
2021年9月現在の路線を示す。系統など詳細は「新潟交通のバス路線一覧#西新潟方面」を参照。
- 味方下停留所 - 健康センター前停留所 - 笹川邸入口停留所
  - W8 味方線